# Дункан Доківарі
Дункан Доківарі (англ. Duncan Dokiwari; 15 жовтня 1973, Порт-Гаркорт, Риверс) — нігерійський професійний боксер, призер Олімпійських ігор.

## Аматорська кар'єра
1994 року Дункан Доківарі переміг на Іграх Співдружності в надважкій вазі.
1995 року переміг на Всеафриканських іграх.
На Олімпійських іграх 1996 завоював бронзову медаль.
- В 1/16 фіналу переміг Мухаммеда Реза Самаді (Іран) — TKO 2
- В 1/8 фіналу переміг Сафаріша Хана (Пакистан) — TKO 2
- У чвертьфіналі переміг Адалята Мемедова (Азербайджан) — TKO 3
- У півфіналі програв Паеа Вольфграмм (Тонга) — 6-7

## Професіональна кар'єра
1997 року Доківарі перейшов до професійного боксу.
Після дванадцяти перемог 1999 року він зустрівся в шестираундовому бою з непереможним Фресом Окендо (США) і програв за очками.
Після цього у Доківарі була серія з десяти перемог, а 27 вересня 2003 року він програв за очками в десятираундовому бою непереможному Домініку Гуїну (США). В наступному бою він знов програв, цього разу маловідомому боксеру Стейсі Фрейзер (США) технічним нокаутом в першому раунді.
Взявши після двох поразок тривалу паузу, Доківарі повернувся на ринг 2006 року, здобув три перемоги, після чого завершив кар'єру.